# Equitazione ai Giochi della IX Olimpiade - Salto ostacoli individuale
La competizione del salto ad ostacoli individuale di equitazione dai Giochi della IX Olimpiade si è svolta il 12 agosto allo Stadio Olimpico di Amsterdam.

## Classifica finale
| Pos.    | Binomio                       | Binomio        | Nazione        | Penalità | Tempo | 1° spareggio | 2° spareggio |
| Pos.    | Cavaliere                     | Cavallo        | Nazione        | Penalità | Tempo | 1° spareggio | 2° spareggio |
| ------- | ----------------------------- | -------------- | -------------- | -------- | ----- | ------------ | ------------ |
| Oro     | František Ventura             | Eliot          | Cecoslovacchia | 0,0      | 1'34" | 0            | 0            |
| Argento | Pierre Bertrand de Bolanda    | Papillon       | Francia        | 0,0      | 1'21" | 0            | 2            |
| Bronzo  | Charles-Gustave Kuhn          | Pepita         | Svizzera       | 0,0      | 1'38" | 0            | 4            |
| 4       | Kazimierz Gzowski             | Mylord         | Polonia        | 0,0      | 1'33" | 2            |              |
| 5       | José Navarro                  | Zapatazo       | Spagna         | 0,0      | 1'36" | 2            |              |
| 6       | Karl Hansen                   | Gerold         | Svezia         | 0,0      | 1'39" | 2            |              |
| 7       | Francesco Fourquet            | Capinera       | Italia         | 0,0      | 1'33" | DQ           |              |
| 8       | Alphonse Gemuseus             | Lucette        | Svizzera       | 2,0      | 1'27" |              |              |
| 9       | Carl Björnstjerna             | Kornett        | Svezia         | 2,0      | 1'30" |              |              |
| 10      | José Álvarez                  | Zalamero       | Spagna         | 2,0      | 1'33" |              |              |
| 10      | Eduard Krüger                 | Donauwelle     | Germania       | 2,0      | 1'33" |              |              |
| 12      | Julio García                  | Revistade      | Spagna         | 2,0      | 1'37" |              |              |
| 13      | Kazimierz Szosland            | Alli           | Polonia        | 2,0      | 1'40" |              |              |
| 14      | Richard Sahla                 | Correggio      | Germania       | 4,0      | 1'15" |              |              |
| 15      | Luís Ferraz                   | Marco Visconti | Portogallo     | 4,0      | 1'26" |              |              |
| 16      | Hélder Martins                | Avro           | Portogallo     | 4,0      | 1'31" |              |              |
| 17      | Harry Chamberlin              | Nigra          | Stati Uniti    | 4,0      | 1'34" |              |              |
| 17      | Jacques Couderc de Fonlongue  | Valangerville  | Francia        | 4,0      | 1'34" |              |              |
| 19      | José de Albuquerque           | Hebraico       | Portogallo     | 4,0      | 1'42" |              |              |
| 20      | Michał Antoniewicz            | Readglet       | Polonia        | 6,0      | 1'31" |              |              |
| 21      | Knut Gysler                   | Sans Peur      | Norvegia       | 6,0      | 1'38" |              |              |
| 21      | Alessandro Bettoni Cazzago    | Aladino        | Italia         | 6,0      | 1'38" |              |              |
| 21      | Frank Carr                    | Miss America   | Stati Uniti    | 6,0      | 1'38" |              |              |
| 24      | Tommaso Lequio di Assaba      | Trebecco       | Italia         | 6,0      | 1'48" |              |              |
| 25      | Ernst Hallberg                | Loke           | Svezia         | 8,0      | 1'31" |              |              |
| 26      | Pierre Clavé                  | Le Trouvère    | Francia        | 8,0      | 1'33" |              |              |
| 27      | Gerard de Kruijff             | Preten         | Paesi Bassi    | 8,0      | 1'41" |              |              |
| 28      | Carl von Langen               | Falkner        | Germania       | 8,0      | 1'42" |              |              |
| 29      | Antonius Colenbrander         | Gaga           | Paesi Bassi    | 8,0      | 1'46" |              |              |
| 30      | Charles Labouchere            | Copain         | Paesi Bassi    | 10,0     | 1'44" |              |              |
| 31      | von Malanotti Lajos           | Ibolya III     | Ungheria       | 12,0     | 1'28" |              |              |
| 32      | Anton Klaveness               | Barrabas       | Norvegia       | 12,0     | 1'35" |              |              |
| 33      | Adolphus Roffe                | Fairfax        | Stati Uniti    | 12,0     | 2'04" |              |              |
| 34      | Amabrio del Villar            | Talán-Talán    | Argentina      | 12,3     | 1'49" |              |              |
| 35      | Gaston Mesmaekers             | As de Pique    | Belgio         | 14,0     | 1'37" |              |              |
| 36      | Bjart Ording                  | Fram I         | Norvegia       | 16,0     | 1'30" |              |              |
| 37      | Pierre de Muralt              | Notas          | Svizzera       | 16,0     | 1'48" |              |              |
| 38      | Jacques Misonne               | Keepsake       | Belgio         | 16,0     | 2'04" |              |              |
| 39      | von Kánya Antal               | Gólya          | Ungheria       | 20,0     | 1'33" |              |              |
| 40      | Raúl Antoli                   | Turbion        | Argentina      | 20,0     | 1'45" |              |              |
| 41      | Josef Rabas                   | Daghestan      | Cecoslovacchia | 22,5     | 2'14" |              |              |
| 42      | Víctor Fernández              | Silencio       | Argentina      | 26,0     | 1'27" |              |              |
| 43      | Cseh von Szent-Katolna Kálmán | Beni           | Ungheria       | 30,0     | 1'56" |              |              |
| 44      | Baudouin de Brabandère        | Miss América   | Belgio         | 34,3     | 2'29" |              |              |
| -       | Rudolf Popler                 | Denk           | Cecoslovacchia | DNF      | DNF   |              |              |
| -       | Shigetomo Yoshida             | Kyuzan         | Giappone       | DNF      | DNF   |              |              |